# Großer Birkensplintkäfer
Der Große Birkensplintkäfer (Scolytus ratzeburgii) ist ein Rüsselkäfer aus der Unterfamilie der Borkenkäfer (Scolytinae). Da er seine Brutsysteme in der Rinde der Wirtsbäume anlegt, wird er den Rindenbrütern zugerechnet.

## Merkmale
Die Käfer werden fünf bis sieben Millimeter lang und haben einen walzenförmigen, schwarz glänzenden Körper. Die Flügeldeckennaht verläuft bis zum Ende parallel. Die Flügeldecken sind rötlich und mit groben und feinen Punktreihen strukturiert. Die Schienen (Tibien) der Vorderbeine sind außen glatt und laufen in einen Hakenzahn aus. Der Halsschild verdeckt den Kopf von oben gesehen nicht. Die Stirn hat beim männlichen Tier einen schwachen kurzen, beim weiblichen dagegen einen kräftigen Längskiel. Der Bauch steigt ab dem zweiten Sternit zum Ende hin schräg an. Das zweite Sternit hat keinen Dornfortsatz, sondern verläuft glatt, das dritte trägt beim männlichen Tier in der Mitte einen großen, knopfförmigen Höcker.

## Verbreitung
Die Art ist in Mittel- und Nordeuropa, Norditalien, Osteuropa, Russland und der Mongolei, östlich bis nach Japan verbreitet.

## Lebensweise
Der Große Birkensplintkäfer lebt vor allem an Birken, wobei die Sandbirke (Betula pendula) bevorzugt wird. Seltener besiedelt die Art die Moor-Birke (Betula pubescens) und Ulmus laciniata. Bevorzugt werden alte, kränkelnde Birken. Das Fraßbild ist von außen sofort an den zahlreichen Begattungslöchern bzw. Luftlöchern zu erkennen, die meist in einer Reihe senkrecht, seltener waagerecht oder schräg am Stamm verlaufen. Entsprechend der Größe der Tiere haben sie meist einen Durchmesser zwischen zwei und drei Millimetern. Der Muttergang beginnt meist mit einer hakenförmigen Krümmung und ist als einarmiger Längsgang bis zehn Zentimeter lang. Dicht nebeneinander entspringen Larvengänge, die am Anfang bzw. Ende des Mutterganges oft auch nach oben und unten abbiegen, meist sind es 50 bis 60 Stück.
Der Große Birkensplintkäfer bildet eine Generation pro Jahr, die von Juni bis Juli fliegt.